# Świątniki (powiat radziejowski)
Świątniki – wieś w Polsce położona w województwie kujawsko-pomorskim, w powiecie radziejowskim, w gminie Piotrków Kujawski.

## Podział administracyjny
W latach 1975–1998 miejscowość należała administracyjnie do województwa włocławskiego. Wieś sołecka – zobacz jednostki pomocnicze gminy Piotrków Kujawski w BIP.

## Demografia
Według Narodowego Spisu Powszechnego (III 2011 r.) liczyła 340 mieszkańców. Jest drugą co do wielkości miejscowością gminy Piotrków Kujawski.

## Właściciele
W roku 1489 wieś należała do rodziny Wąsewskich. Wieś w posiadaniu tej rodziny była do końca XVI wieku. W roku 1789 wieś należała do Antoniego Karnkowskiego.